# James Pierrepont Greaves

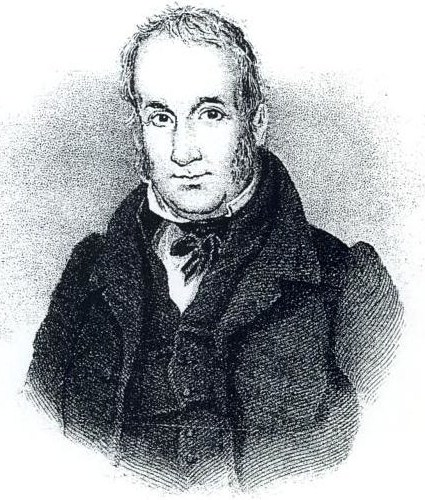
James Pierrepont Greaves

James Pierrepont Greaves (* 1. Februar 1777 in Merton, Surrey; † 11. März 1842 in Alcott House, Ham, Surrey (heute: Richmond, Greater London)) war ein englischer Mystiker, pädagogischer Reformer, Sozialist und progressiver Denker. Er gründete das „Alcott House“, eine utopische Gemeinschaft und offene Schule in Surrey. Sich selbst beschrieb er als einen „heiligen Sozialisten“. Er war auch ein Vertreter des Vegetarianismus und anderer Gesundheitspraktiken.

## Leben
Als Sohn eines Tuchhändlers geboren, verbrachte auch er sein junges Leben als Kaufmann in London. Eine Quelle erwähnt, dass die Firma, an der er beteiligt war, 1806 bankrottging; ein anderes Zeugnis behauptet: „Nachdem er durch den Handel reich geworden war, verlor er sein Vermögen durch unvorsichtige Spekulationen.“ Danach mag er sein Geschäft wieder aufgebaut haben.
1817 erlebte er „einige starke innere Heimsuchungen“, welche ihn zum Glauben an „das Göttliche im Menschen“ führten und zur Überzeugung, er habe eine spirituelle Mission die Liebe Gottes mit anderen Menschen zu teilen. 1818 schloss er sich Johann Heinrich Pestalozzi in Yverdon an, wo er Englisch unterrichtete. Dort traf er auch den Sozialisten Robert Owen.
Nach England zurückgekehrt gründete er die „London Infant School Society“. 1832 ließ er sich in Randwick, Gloucestershire, und widmete sich in diesem Dorf zusammen mit seiner Schwester den Arbeitern in der Landwirtschaft. Aus diesen Jahren stammt der Eigentitel „heiliger Sozialist“.
Wieder in London scharte/sammelte er viele Freunde um sich und gründete 1836 eine philosophische Gesellschaft. Seine Erfahrungen führten ihn zur Überzeugung, dass „Erziehung allein die Defekte der Geburt niemals reparieren könnten“. Darum sei es notwendig, „dass Mann und Frau schon vor der Heirat eine heilige Existenz entwickelten“. Ab 1837 korrespondierte Greaves regelmäßig mit Amos Bronson Alcott, von dessen experimenteller Tempelschule in Boston er sehr beeindruckt war.
Von 1838 bis 1848 existierte seine fortschrittliche Schule, welche er im Rahmen der Lebensgemeinschaft „Alcott House“ ins Leben gerufen hatte. Greaves war zu diesem Zeitpunkt längst ein Vegetarier geworden, sprach sich für Wassertherapien aus, empfahl des Trinken von Wasser und führte ein zölibatäres Leben. Er starb mit 65 Jahren, ohne seine Schriften selbst als Gesamtwerk veröffentlicht zu haben.